# سروه (نشریه)
سروه مجله‌ای ادبی، فرهنگی، اجتماعی به زبان کردی و فارسی بود که به مدت ۲۵ سال از ۱۳۶۴ تا ۱۳۸۹ با سردبیر و نویسندگانی چون هیمن، هژار، احمد قاضی، سید کامل امامی، عباس حقیقی، ملامحمد ربیعی، رسول ویسی، سواره فتوحی، جعفر قاضی، مارف آقایی،  ، علی ربیعی و دیگر شعراء و ادبای ادبیات کردی و فارسی کار کرده بود و به مدت ۲۰ تحت مدیرمسئولی اسفندیار رحیم مشایی انتشار می‌یافت.
سردبیری ۴ یا ۵ شمارهٔ اول نشریه به سردبیری هیمن موکریانی منتشر می‌شود و پس از مرگ او نیز به مدت ۱۵ الی ۲۰ سال سردبیری را احمد قاضی بر عهده می‌گیرد پس از انتقال محل چاپ و نشر مجله سروه به شهر سنندج، عنوان مدیرمسئولی از رحیم‌مشایی به بهروز جعفری سپرده می‌شود بهروز خیریه نیز به عنوان سردبیر تا پایان انتشار نشریه عهده‌دار می‌شود.
مجله سروه به دو زبان کردی و فارسی منتشر می‌شد. در بخش کردی علاوه بر انتشار مطالب به زبان کردی مرکزی، حدوداً ۱۰ صفحه به کردی شمالی نیز منتشر می‌شد و همین دلیل باعث می‌شد که بتواند به‌صورت بین‌المللی در ایران، عراق و ترکیه منتشر شود. این نشریه در مدت ۲۵ سال در ۲۸۱ شماره منتشر شد و در تابستان ۱۳۸۹ از انتشار بازماند.
هم‌اکنون بایگانی شماره‌های نشریه در کتابخانه برهان عالی در سنندج قرار گرفته‌است تا محققان و پژوهشگران از آن استفاده نمایند.